# Canton de Millau-Ouest
Cet article possède un paronyme, voir Canton de Millau.
Le canton de Millau-Ouest est une ancienne division administrative française située dans le département de l'Aveyron et la région Midi-Pyrénées.

## Histoire
Canton créé en 1973 (découpage de l'ancien canton de Millau).

## Représentation
| Période | Période | Identité                    | Étiquette    | Qualité                                                                                            |
| ------- | ------- | --------------------------- | ------------ | -------------------------------------------------------------------------------------------------- |
| 1973    | 1985    | Gérard Deruy (1929-2017)    | PS           | Cadre d'industrie - Maire de Millau (1983-1995)                                                    |
| 1985    | 1998    | Gilbert Lagarde (1936-2009) | RPR puis DVD | Chef d'entreprise à Millau                                                                         |
| 1998    | 2004    | Guy Durand                  | PS           | Conseiller en gestion, professeur de droit public, Millau Élu en 2008 dans le canton de Millau-Est |
| 2004    | 2015    | Jean-Dominique Gonzales     | PS           | Psychiatre, maire adjoint de Millau (2008-2014)                                                    |

### Résultats électoraux détaillés
- Élections cantonales de 2004 : Jean-Claude Gonzales (PS) est élu au second tour avec 60,35 % des suffrages exprimés, devant Andre Garlenc (UMP) (39,65 %). Le taux de participation est de 72,37 % (9 538 votants sur 13 180 inscrits)[1].
- Élections cantonales de 2011 : Jean Dominique Gonzales (PS) est élu au second tour avec 50,49 % des suffrages exprimés, devant Philippe Ramondenc (Divers droite) (49,51 %). Le taux de participation est de 51,05 % (7 163 votants sur 14 031 inscrits)[2].

## Composition
Le canton de Millau-Ouest se composait d’une fraction de la commune de Millau et de trois autres communes. Il compte 17 895 habitants (population municipale) au 1er janvier 2012.
| Nom                       | Code Insee | Intercommunalité            | Population (dernière pop. légale)               |
| ------------------------- | ---------- | --------------------------- | ----------------------------------------------- |
| Millau (chef-lieu)        | 12145      | CC de Millau Grands Causses | Fraction : 14 587(2012) Commune : 22 064 (2014) |
| Comprégnac                | 12072      | CC de Millau Grands Causses | 247 (2014)                                      |
| Creissels                 | 12084      | CC de Millau Grands Causses | 1 588 (2014)                                    |
| Saint-Georges-de-Luzençon | 12225      | CC de Millau Grands Causses | 1 546 (2014)                                    |

## Démographie

### Évolution démographique
| 1975 | 1982 | 1990   | 1999   | 2006   | 2011   | 2012   |
| ---- | ---- | ------ | ------ | ------ | ------ | ------ |
| -    | -    | 16 333 | 16 645 | 17 884 | 17 772 | 17 895 |

### Âge de la population
La pyramide des âges, à savoir la répartition par sexe et âge de la population, du canton de Millau-Ouest en 2009 ainsi que, comparativement, celle du département de l'Aveyron la même année sont représentées avec les graphiques ci-dessous.
La population du canton comporte 49,4 % d'hommes et 50,6 % de femmes. Elle présente en 2009 une structure par grands groupes d'âge légèrement plus âgée que celle de la France métropolitaine. 
Il existe en effet 86 jeunes de moins de 20 ans pour cent personnes de plus de 60 ans, alors que pour la France l'indice de jeunesse, qui est égal à la division de la part des moins de 20 ans par la part des plus de 60 ans, est de 1,06. L'indice de jeunesse du canton est par contre supérieur à celui  du département (0,67) et inférieur à celui de la région (0,89).
| Hommes | Classe d’âge | Femmes |
| ------ | ------------ | ------ |
| 0,3    | 90 ans ou +  | 0,8    |
| 8,4    | 75 à 89 ans  | 10,0   |
| 18,3   | 60 à 74 ans  | 17,9   |
| 21,0   | 45 à 59 ans  | 20,4   |
| 20,8   | 30 à 44 ans  | 19,9   |
| 12,9   | 15 à 29 ans  | 12,9   |
| 18,4   | 0 à 14 ans   | 18,1   |

| Hommes | Classe d’âge | Femmes |
| ------ | ------------ | ------ |
| 0,6    | 90 ans ou +  | 1,7    |
| 10,2   | 75 à 89 ans  | 14,2   |
| 16,9   | 60 à 74 ans  | 17,5   |
| 21,6   | 45 à 59 ans  | 20,3   |
| 18,9   | 30 à 44 ans  | 17,8   |
| 15,1   | 15 à 29 ans  | 13,4   |
| 16,7   | 0 à 14 ans   | 15,1   |